# Шаповаленко Володимир Павлович
Володи́мир Па́влович Шапова́ленко (9 липня 1932, Полтава — 1996, Київ) — український композитор, автор музики для дітей та юнацтва.

## Біографічні відомості
Шаповаленко Володимир Павлович народився 9 липня 1932 р. в Полтаві, в сім'ї вчителів.
Мати — Шаповаленко (Савченко) Олександра Максимівна, донька потомственого почесного громадянина, працювала вчителькою початкових класів, батько — Шаповаленко Павло Петрович, з сім'ї духовенства — вчителем співів, керівником хорових гуртків, що вигравали численні конкурси. Ще дошкільником створив свою першу пісню «Про нашу маму», що дістала схвальні відгуки музичних кіл.
У 1941 р. закінчив 1-й клас. Протягом німецько-радянської війни перебував на території, окупованій німецькими загарбниками — м. Полтаві, вчився в музичній школі, за класом фортепіано у Н. Козиненко та О. Шкляр. У загальноосвітній школі не вчився, навчався за програмою 2-го та 3-го класу з матір'ю. Після визволення Полтави, був прийнятий до 4-го класу 20-ї залізничної школи, у якій і вчився до 1947 року. До цього ж часу скінчив дитячу музичну школу, де музично-теоретичні дисципліни опановував у вихованця Петербурзької консерваторії О. Важеніна. Грав і на скрипці, співав у хорі в загальноосвітній школі, захоплювався театром, ходив на різноманітні вистави і навіть брав у них участь. За допомогою батька Володимир Шаповаленко опановував диригування, і по закінченні школи працював хормейстером у гуртках художньої самодіяльності, а потім — у хорі Полтавського паровозоремонтного заводу. З 1948 р. по 1951-й вчився у 7-й, 1-й та 2-й школах робітничої молоді, працював позаштатним кореспондентом полтавського обласного радіокомітету та концертмейстером хорового гуртка Полтавського технікуму м'ясо-молочної промисловості.
Його пісні друкуються в збірці «Золотий наш урожаю», в газеті «Зоря Полтавщини», а згодом уже й звучать по радіо.
Участь у республіканському огляді молодих талантів у 1951 році остаточно вирішила долю юнака. Лев Миколайович Ревуцький, класик української музики, який очолював журі, схвально поставився до молодого музиканта і порадив продовжити навчання. Сталося так, що саме цей славетний композитор приймав у Володі вступні іспити до Київської консерваторії імені П.Чайковського.
У 1951 році вступив на 1-й курс композиторського факультету Київської Державної консерваторії імені П. І. Чайковського, потім перевівся до композиторського факультету Львівської консерваторії імені М. В. Лисенка, проте повернувся до Києва і відновив навчання у Київській Державній консерваторії, яку згодом і скінчив. В цей час з'являються хорові твори а cappella «Конвалія», «Елегія» на вірші О. Олеся, пісні та ін. Популярності набув «Вальс кохання», який народився у співпраці з полтавським поетом А. Пашком.
З 1960 по 1967 рр. працював музичним керівником літературних передач Державного Радіокомітету України. У 1967 р. перейшов на посаду начальника музичного відділу Українського гастрольно-концертного об'єднання. Після творчої відпустки знов повернувся до Редакції мовлення для дітей та юнацтва Держтелерадіокомітету України, де пропрацював до самої передчасної смерті.

## Творчість
Багато часу Володимир проводив в апаратній, де монтувалися передачі для дітей та юнацтва. Кожну казку, кожне оповідання чи радіовиставу він наповнював найпоетичнішими музичними барвами. Композитор написав багато творів для дітей у різних жанрах: пісні, оперети, мюзикли, музика для телевистав, мультфільмів та вистав театру ляльок. Відходячи від панівного в ті часи академізму, вносить у музику елементи естрадних жанрів. Найголовнішим засобом музичної виразності для нього є мелодія — яскрава, з чіткою структурою, така, що добре запам'ятовується. Свій мелодійний дар В. Шаповаленко розкривав і в симфонічних творах — «Увертюра», «Образ».
Популярності здобула його оперета «Шлюб з пригодами», яка з успіхом йшла в театрах Чернігова, Ужгорода, Івано-Франківська, Сімферополя, Луганська, Києва. В. Шаповаленку належить понад 180 творів різних жанрів. Керівництво Національної Радіокомпанії України, за внесок у розвиток української музики порушило клопотання перед Київською організацією Спілки Композиторів України про присвоєння Володимиру Павловичу звання «Заслуженого працівника культури України».

## Кінематографічні роботи
Автор музики до мультфільму «Вій» (1996, у співавторстві), мультфільму «Курча в клітиночку», кінофільму «Перший шторм» (1972), ряду телевізійних стрічок («Якось у Києві», 1966) тощо.